# 土沟乡 (河曲县)
土沟乡，是中华人民共和国山西省忻州市河曲县下辖的一个乡镇级行政单位。

## 行政区划
土沟乡下辖以下地区：
土沟村、河岔村、黑豆洼村、东铺路村、石洼村、前下庄村、后下庄村、岳家山村、横梁会村、俊家庄梁村、俊家庄河村、榆立坪村、潘家山村、王家山村、马圈洼村、石家梁村、榆立洼村、村沟村、兔坪村、寨洼村、新窑圪洞村和东上庄村。